# Ḩasanābād-e Qūsh Bolāgh
Ḩasanābād-e Qūsh Bolāgh (persiska: حَسَنابادِ قُشبُلاغ, هَسَنابادِ قوش بُلاغ, حَسَنابادِ قِشلَق, حُسِينابادِ قُش بُلاغ, Ḩasanābād-e Qoshbolāgh, حسن آباد قوش بلاغ) är en ort i Iran.   Den ligger i provinsen Hamadan, i den nordvästra delen av landet, 290 km sydväst om huvudstaden Teheran. Ḩasanābād-e Qūsh Bolāgh ligger 1 688 meter över havet och antalet invånare är 233.
Terrängen runt Ḩasanābād-e Qūsh Bolāgh är platt åt sydväst, men åt nordost är den kuperad.Runt Ḩasanābād-e Qūsh Bolāgh är det ganska tätbefolkat, med 104 invånare per kvadratkilometer. Närmaste större samhälle är Azandarīān, 9,8 km norr om Ḩasanābād-e Qūsh Bolāgh. Trakten runt Ḩasanābād-e Qūsh Bolāgh består i huvudsak av gräsmarker.